# Gerardo Arteaga
Gerardo Daniel Arteaga Zamora (sinh ngày 7 tháng 9 năm 1998) là một cầu thủ bóng đá chuyên nghiệp người México hiện đang thi đấu ở vị trí hậu vệ trái cho câu lạc bộ Liga MX Monterrey và đội tuyển bóng đá quốc gia México.

## Thống kê sự nghiệp

### Câu lạc bộ
Tính đến ngày 19 tháng 5 năm 2024
| Câu lạc bộ          | Mùa giải            | Giải đấu            | Giải đấu | Giải đấu | Cúp quốc gia | Cúp quốc gia | Châu lục | Châu lục | Khác | Khác | Tổng cộng | Tổng cộng |
| Câu lạc bộ          | Mùa giải            | Hạng đấu            | Trận     | Bàn      | Trận         | Bàn          | Trận     | Bàn      | Trận | Bàn  | Trận      | Bàn       |
| ------------------- | ------------------- | ------------------- | -------- | -------- | ------------ | ------------ | -------- | -------- | ---- | ---- | --------- | --------- |
| Santos Laguna       | 2016–17             | Liga MX             | 16       | 0        | 2            | 0            | —        | —        | —    | —    | 18        | 0         |
| Santos Laguna       | 2017–18             | Liga MX             | 14       | 0        | 7            | 0            | —        | —        | 1    | 0    | 22        | 0         |
| Santos Laguna       | 2018–19             | Liga MX             | 28       | 0        | 4            | 0            | —        | —        | —    | —    | 32        | 0         |
| Santos Laguna       | 2019–20             | Liga MX             | 30       | 1        | 3            | 0            | 2        | 0        | —    | —    | 35        | 1         |
| Santos Laguna       | 2020–21             | Liga MX             | 1        | 0        | —            | —            | —        | —        | —    | —    | 1         | 0         |
| Santos Laguna       | Total               | Total               | 89       | 1        | 16           | 0            | 2        | 0        | 1    | 0    | 108       | 1         |
| Genk                | 2020–21             | Jupiler Pro League  | 25       | 1        | 3            | 0            | —        | —        | —    | —    | 28        | 1         |
| Genk                | 2021–22             | Jupiler Pro League  | 32       | 0        | 2            | 2            | 8        | 0        | —    | —    | 42        | 2         |
| Genk                | 2022–23             | Jupiler Pro League  | 38       | 2        | 2            | 0            | —        | —        | —    | —    | 40        | 2         |
| Genk                | 2023–24             | Jupiler Pro League  | 15       | 0        | —            | —            | 7        | 0        | —    | —    | 22        | 0         |
| Genk                | Tổng cộng           | Tổng cộng           | 110      | 3        | 7            | 2            | 15       | 0        | —    | —    | 132       | 5         |
| Monterrey           | 2023–24             | Liga MX             | 15       | 3        | —            | —            | 8        | 0        | —    | —    | 23        | 3         |
| Tổng cộng sự nghiệp | Tổng cộng sự nghiệp | Tổng cộng sự nghiệp | 214      | 7        | 23           | 2            | 25       | 0        | 1    | 0    | 263       | 9         |

1. ↑  Bao gồm Copa MX and Belgian Cup
2. ↑  Ra sân tại Campeón de Campeones
3. ↑  Số lần ra sân tại CONCACAF Champions League
4. ↑  Hai lần ra sân tại UEFA Champions League, sáu lần ra sân tại UEFA Europa League

### Quốc tế
Tính đến ngày 30 tháng 6 năm 2024
| Đội tuyển quốc gia | Năm  | Trận | Bàn |
| ------------------ | ---- | ---- | --- |
| México             | 2018 | 4    | 0   |
| México             | 2019 | 1    | 0   |
| México             | 2021 | 5    | 0   |
| México             | 2022 | 7    | 1   |
| México             | 2023 | 4    | 0   |
| México             | 2024 | 6    | 1   |
| Tổng               | Tổng | 27   | 2   |

Bàn thắng và kết quả của México được để trước.
| # | Ngày                | Địa điểm                                 | Đối thủ  | Bàn thắng | Kết quả | Giải đấu          |
| - | ------------------- | ---------------------------------------- | -------- | --------- | ------- | ----------------- |
| 1 | 27 tháng 9 năm 2022 | Sân vận động Levi's, Santa Clara, Hoa Kỳ | Colombia | 2–0       | 2–3     | Giao hữu          |
| 2 | 22 tháng 6 năm 2024 | Sân vận động NRG, Houston, Hoa Kỳ        | Jamaica  | 1–0       | 1–0     | Copa América 2024 |